# 5 Batalion Karabinów Maszynowych i Broni Towarzyszących
Batalion karabinów maszynowych i broni towarzyszących nr 5 – pododdział piechoty Wojska Polskiego.

## Mobilizacja
Batalion nie występował w organizacji pokojowej wojska. Został sformowany w ramach mobilizacji alarmowej w grupie żółtej w czasie A+52, od 24 do 26 sierpnia 1939 przez 68 pułk piechoty we Wrześni z 17 Dywizji Piechoty.
Mobilizacja odbywała się początkowo w koszarach pułku, a następnie w miejscowości Kaczanowo koło Wrześni. Zmobilizowany batalion 26 sierpnia przeszedł do wsi Obłoczkowo, gdzie kończył prace organizacyjne i zgrywał swoje pododdziały. W nocy 29/30 sierpnia batalion wyruszył marszem pieszym przez Słupcę w rejon Konina. 31 sierpnia o godz.10.00 5 batalion km i br. tow. dotarł nad Kanał Morzysławski koło Konina. Poszczególne kompanie batalionu zajęły na kwatery okoliczne wsie: folwark Kępie, Anielew, Rudzica, Laskówiec. 

## Działania bojowe

### Działania odwrotowe z Wielkopolski
1 września 1939 5 batalion km i br. tow. organizował obronę na Kanale Morzysławskim na odcinku jezioro Wąsowskie-wieś Laskówiec. 3 września w godzinach popołudniowych batalion wyruszył w kierunku Koła, maszerował bocznymi drogami z uwagi na zatłoczenie głównych traktów oddziałami wojska i uchodźcami cywilnymi. Rano 4 września batalion stanął na odpoczynek w lesie na północ od wsi Chełmno, przy drodze Koło-Dąbie. Wieczorem przeszedł do wsi Lutomierów, gdzie podjął obronę linii Warty. 5 i 6 września przygotowywał obronę na linii rzeki Warty od Uniejowa do ujścia Neru do Warty. 5 września wszedł w skład Grupy Operacyjnej „Koło” i został przydzielony do dyspozycji dowódcy 17 DP. W nocy 6/7 września batalion otrzymał rozkaz marszu w kierunku Kutna, gdzie ruszył przez Barłogi, zatrzymał się rano 7 września w folwarku Ponętów na całodzienny odpoczynek. 7 września o godz.16.00 podjął dalszy marsz wraz z oddziałami 17 DP osiągając 8 września rano rejon Mazew, Zieleniew na południe od Krośniewic. Kolejnej nocy 8/9 września batalion przeszedł do Szamowa.  

### Udział w bitwie nad Bzurą
W rozpoczynającej się bitwie nad Bzurą w ramach natarcia 17 DP na Celestynów, 5 batalion km i br. tow. pozostawał w odwodzie dywizji. Maszerował w odwodzie 17 DP poprzez Witaszewice, Michałowice, Góra Świętej Małgorzaty. W rejonie Góry Św. Małgorzaty marsz batalionu został zatrzymany z powodu silnego ostrzału niemieckiej artylerii 11 września do godz.11.00. 12 września wieczorem batalion miał wesprzeć 68 pp, ale nastąpiła zmiana rozkazów. 5 b km i br. tow. wycofał się za Bzurę do rejonu wsi Ktery, gdzie powierzono mu obronę linii rzeki Bzury i osłonę odwrotu GO „Koło” gen. bryg. Edmunda Knolla-Kownackiego. 13 września od godz.10.00 został podporządkowany dowódcy 68 pp, a następnie wszedł w skład Oddziału Wydzielonego „Szewce” na tych stanowiskach utrzymywał obronę do 15 września godz.14.00. Na odcinku obrony odparł kilka niemieckich ataków piechoty z silnym wsparciem artylerii niemieckiej. Po południu 15 września 5 b km i br. tow. bez 1 kompanii wszedł w skład Oddziału Wydzielonego płk. Konkiewicza i objął obronę linii rzeki Ochni na odcinku Jagniątka-Orłowo.15 września 1 kompania km i br. tow. odeszła wraz z oddziałami 17 DP na wschód dotarła w nocy 15/16 września do Rybna i od rana 16 września organizowała w tym rejonie obronę. W nocy 16/17 września 5 b km i br. tow. w ramach odwrotu osiągnął las na północ od folwarku Poddębina, wszedł w skład Grupy Operacyjnej gen. bryg. Stanisława Grzmota-Skotnickiego. O godz.18.00 batalion wyruszył w marsz w składzie kolumny głównej GO gen. Grzmota Skotnickiego poprzez Lubików, Osmolin, Byki, Wszeliwy, Kaptury, Brzozów Stary. Przed świtem 1 kompania 5 b km i br. tow. przeszła w rejon Iłowa. 17 września o godz.9.30 5 batalion bez 1 kompanii zajął stanowiska obronne w rejonie Brzozowa, osłaniał marsz kolumny 70 pułku piechoty płk. Konkiewicza. 18 września pozostałość 1 kompanii 5 batalionu dostały się do niemieckiej niewoli. 19 września około godz.11.00 większość 5 batalionu km i br. tow. dostały się do niemieckiej niewoli wraz z pozostałościami 70 pp pod Młodzieszynem. Mała grupa żołnierzy wraz z dowódcą batalionu mjr. Alfonsem Kuboszem przebiła się do Puszczy Kampinoskiej i wraz pozostałościami Armii „Poznań” przedarła się do Warszawy. Tam została wcielona w skład odtwarzanego 29 pułku Strzelców Kaniowskich, gdzie mjr Kubosz objął dowództwo jego II batalionu.

### Obsada personalna 5 b km i br. tow.
Dowództwo batalionu i pododdziałów:
- dowódca batalionu - mjr Alfons Kubosz
- zastępca dowódcy batalionu - kpt. Stanisław Dębicki
- adiutant batalionu - ppor. rez. Mieczysław Maciejewski
- oficer płatnik - ppor. rez. Zdzisław Ciesiołkiewicz
- oficer żywnościowy - ppor. rez. Aleksander Tomiak
- dowódca plutonu łączności - por. Zdzisław Hirschfeldt
- dowódca plutonu pionierów - ppor. rez. Franciszek Grześkiewicz
- dowódca plutonu przeciwpancernego - ppor. rez. Stefan Bąkowski
- dowódca 1 kompanii km i br. tow. - por. Leon Zygarek
  - dowódca I plutonu - ppor. Władysław Szulc
  - dowódca II plutonu  - ppor. Marian Pranko-Bogucki
  - dowódca III plutonu - ppor. Bolesław Karoń
  - dowódca IV plutonu (taczanki) - NN
  - dowódca plutonu moździerzy - ppor. Leszek Maryański
- dowódca 2 kompanii km i br. tow. - ppor. Władysław Mossakowski
  - dowódca I plutonu - ppor. Stanisław Nowak
- dowódca 3 kompanii km i br. tow. - por. Marian Wabiszewski 
  - dowódca I plutonu - ppor. rez. Henryk Geryng
  - dowódca II plutonu - ppor. rez. Marcin Wapniarski
- dowódca kompanii strzeleckiej - ppor. rez. Roman Mielczarek
  - dowódca II plutonu - ppor. Józef Stawecki
  - dowódca III plutonu - ppor. Jan Przybyłowski